# Ryggåstält

Ryggåstält med inner- och yttertält.

Ryggåstältet är en tältkonstruktion med vanligen två vertikala stänger som håller uppe tältduken. Mera moderna och påkostade ryggåstält har vanligen inner- och yttertält och två absider.
Tältets öppningar ansluter till absiderna om sådana finns. En nackdel med konstruktionen är låg takhöjd vilket delvis beror på svårigheten att spänna upp innertältet. Vissa modeller har vertikala stänger som spänner upp väven vid innertältets hörn.
Tälttypen är numera ovanlig i mera krävande sammanhang som till exempel fjällvandring.